# Kokjú

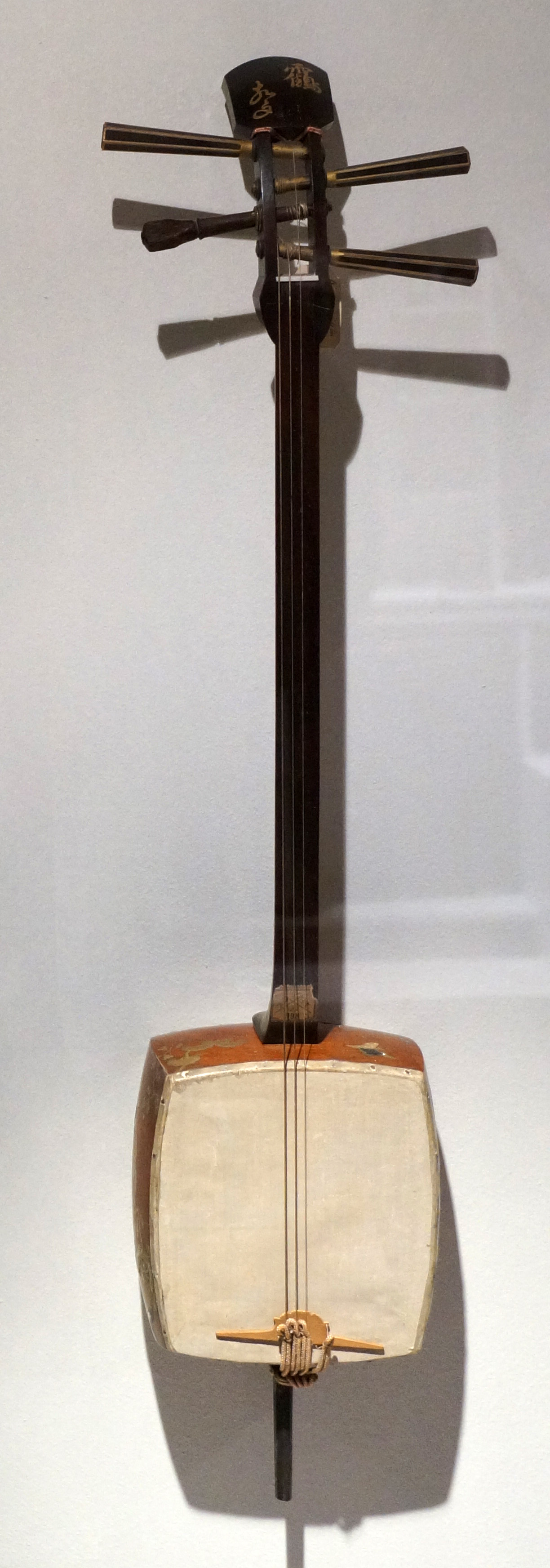
Egy 19. századi kokjú

A kokjú (japán írással 胡弓, egy másik dialektus szerint kucsó) egy japán vonós hangszer. 
Mérete 70 cm, anyaga ébenfa, kígyóbőr és a Styrax japonicus fája. Három húrja van, a vonószőr lószőrből készül.
Matajosi Sinei feltalálta és elterjesztette a hangszer négyhúros változatát, ami jelenleg igen népszerű Japánban.